# کیناکرین
کیناکرین (به انگلیسی: Quinacrine)
رده درمانی: مؤثر در بیماری‌های انگلی و عفونی
اشکال دارویی: قرص

## موارد مصرف
در گذشته در درمان مالاریا ، ژیاردیا و کرمهای پهن به کار می رفت. امروزه در برخی بیماری‌های روماتولوژی مانند لوپوس سیستمیک و نیز جهت اسکلروز داخل فضای جنب برای پیشگیری از پنوموتوراکس نیز استفاده می‌شود.

## مکانیسم اثر
کیناکرین هیدروکلراید بر پلاسمودیومها عملکردی شبیه مفلوکین و کینین دارد.

## عوارض جانبی
سرگیجه، سردرد، اختلال‌های گوارشی ( تهوع و استفراغ )، تغییر رنگ پوست و ادرار به زرد، سایکوز و مسمومیت CNS ، تاری دید دوطرفه، محدود شدن میدان دید و گاه کوری .